# Egg cream
Pour les articles homonymes, voir Egg.
Le egg cream (« crème d'œuf ») est une boisson new-yorkaise qui se compose d'un sirop aromatisant (le plus souvent du sirop de chocolat, traditionnellement celui de la marque Fox's U-Bet), de lait, et d'eau gazeuse. Datant de la fin du XIXe siècle, il est fortement lié à l'arrondissement de Brooklyn duquel est originaire son inventeur, le confiseur Louis Auster. De nos jours, malgré son nom, il ne contient ni crème ni œuf.
Très populaire à son lancement, on trouve aujourd'hui cette boisson dans une dizaine de cafés et restaurants de New York, avec deux versions principales : le Brooklyn Egg Cream est composé de sirop de chocolat tandis que le New York Egg Cream contient du sirop de vanille.

## Origines
À l'origine, il semblerait que la boisson contenait de l'œuf et de la crème au début du 19e siècle. Cependant, bien que le sirop de chocolat n'était pas mentionné dans les recettes de l'époque, il fut progressivement ajouté aux œufs et à la crème dès la seconde moitié du 19e siècle.

## Ingrédients
- Lait

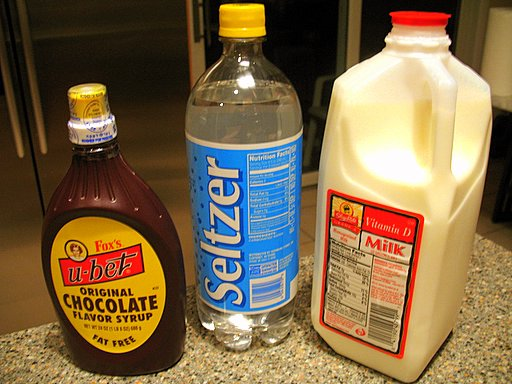
Ingrédients de l'egg cream : du sirop de chocolat de la marque Fox's U-Bet, de l'eau gazeuse de la marque Seltzer et du lait.

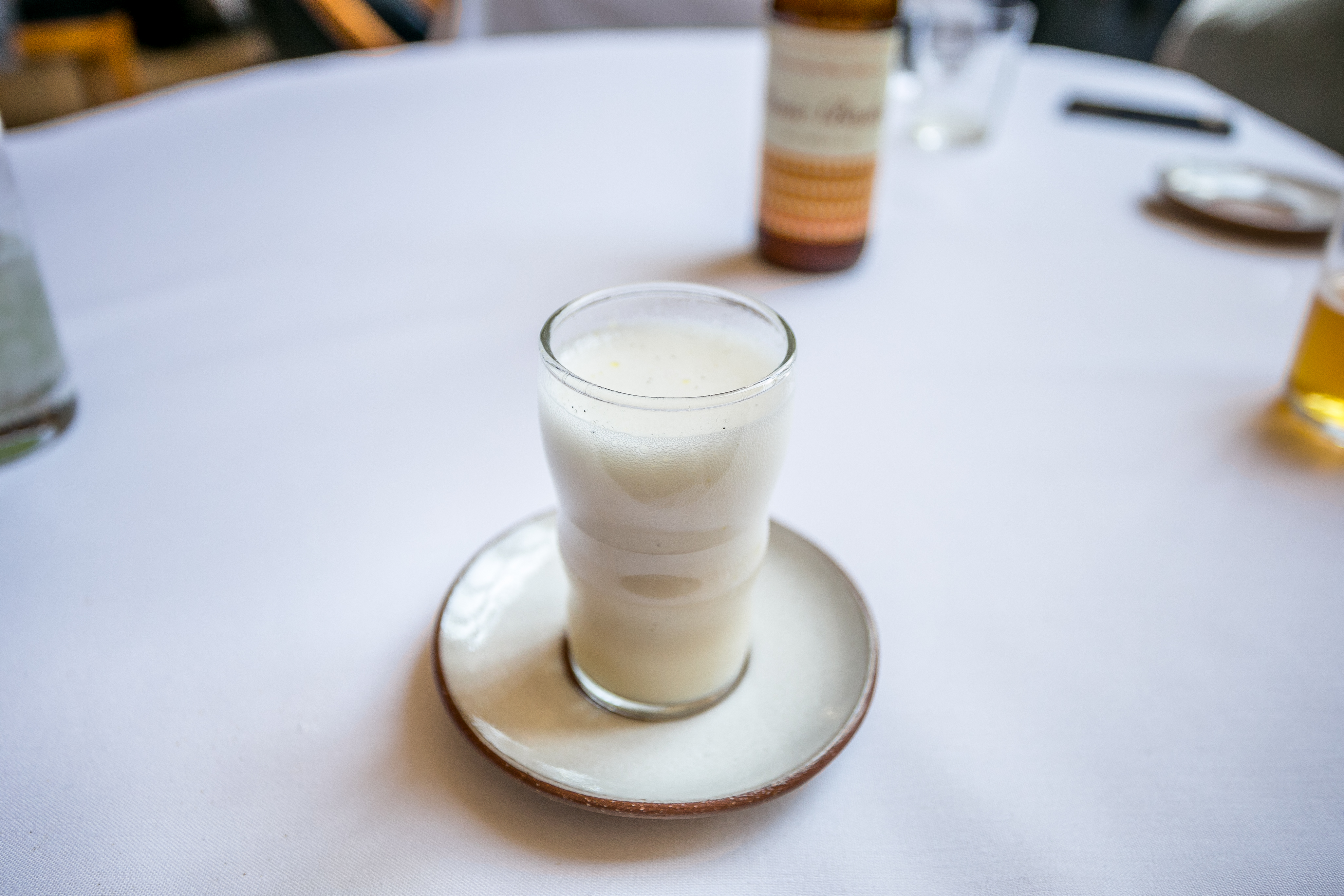
Egg cream au sirop de vanille et à l'eau gazeuse Seltzer.

- Sirop aromatisant : le plus couramment utilisé est le sirop de chocolat mais on peut aussi en trouver au sirop de vanille, ainsi que d'autres parfums.
- Eau gazeuse : elle peut être issue d'une bouteille ou d'une fontaine à soda[2].

## Dans la culture populaire
- La boisson est citée par le président Bartlet dans l'épisode 3 de la saison 2 de la série télévisée À la Maison-Blanche, indiquant qu'il se demande « comment il a pu s'en passer jusqu'à présent ».
- Lou Reed rend hommage à la boisson avec sa chanson intitulée Egg Cream.
- L'humoriste Mel Brooks dit que « psychologiquement, l'egg cream, c'est l'opposé de la circoncision : il réaffirme agréablement votre patrimoine juif. »[réf. souhaitée]